# انتخابات پارلمان اروپا در فنلاند (۲۰۱۹)
انتخابات پارلمان اروپا در فنلاند (۲۰۱۹) ; (انگلیسی: European Parliament election, 2019, Finland) برای انتخاب هیئت نمایندگان اعزامی فنلاند به پارلمان اروپا در ماه مه یا ژوئن ۲۰۱۹ برگزار خواهد شد. زمان دقیق انتخابات در ماه ژوئن ۲۰۱۸ تأیید می‌شود.
کمیته کار، که شامل کلیه دبیران حزب احزاب پارلمانی است، در ماه مه ۲۰۱۷ پیشنهاد کرد تا انتخابات مجلس فنلاند، که در آوریل ۲۰۱۹ برنامه‌ریزی شده، همزمان با انتخابات پارلمان اروپا برگزار گردد. با این حال، این پیشنهاد هنوز به اندازه کافی حمایت پارلمانی را برای تصویب ندارد و در حال حاضر وزیر دادگستری آنتی هاکانن در حال بررسی این موضوع است.